# John Zimmerman
John Luther Zimmerman IV (Birmingham (Alabama), 26 november 1973) is een Amerikaans voormalig kunstschaatser. Zimmerman nam in 2002 met zijn schaatspartner Kyoko Ina deel aan de Olympische Winterspelen in Salt Lake City. Ze werden vijfde bij de paren.

## Biografie
Zimmerman begon als driejarige jongen met kunstschaatsen. Na korte samenwerkingen met Brie Teaboldt en Stephanie Stiegler (met de laatste werd hij vijftiende bij de WK 1997) ging hij in 1998 met Kyoko Ina schaatsen. Het paar won in 2002 brons bij de wereldkampioenschappen en in 2000 en 2001 zilver en brons bij de viercontinentenkampioenschappen. Ina en Zimmerman, drievoudig Amerikaans kampioen, werden in 2002 vijfde bij de Olympische Winterspelen in Salt Lake City. Zimmerman heeft sinds 1995 een relatie met kunstschaatsster Silvia Fontana; ze huwden in 2003. Ze hebben samen twee dochters en een zoon.

## Belangrijke resultaten
1994/95 met Brie Teaboldt, 1995-1997 met Stephanie Stiegler, 1998-2002 met Kyoko Ina
| Olympische Spelen            |     |    |       |        |        |       | 5e    |
| Wereldkampioenschap          |     |    | 15e   | 9e     | 7e     | 7e    | Brons |
| Viercontinentenkampioenschap |     |    |       |        | Zilver | Brons |       |
| Grand Prix-finale            |     |    |       | 5e     |        |       | 4e    |
| Nationaal kampioenschap      | 12e | 4e | Brons | Zilver | Goud   | Goud  | Goud  |